# 莱波
莱波（法語：Lépaud，法語發音：[lepo]）是法国克勒兹省的一个市镇，属于欧比松区。

## 地理
莱波（46°14'22"N, 2°23'14"E）面积24.12 平方千米，位于法国新阿基坦大区克勒兹省，该省份为法国中部省份，位于法國中央高原西北部，北起安德尔省和谢尔省，西接维埃纳省，南至科雷兹省，东临多姆山省，东北与阿列省接壤。
与莱波接壤的市镇（或旧市镇、城区）包括：欧日、武埃兹河畔尚邦、吕萨、努昂、韦尔内日、维耶尔萨。

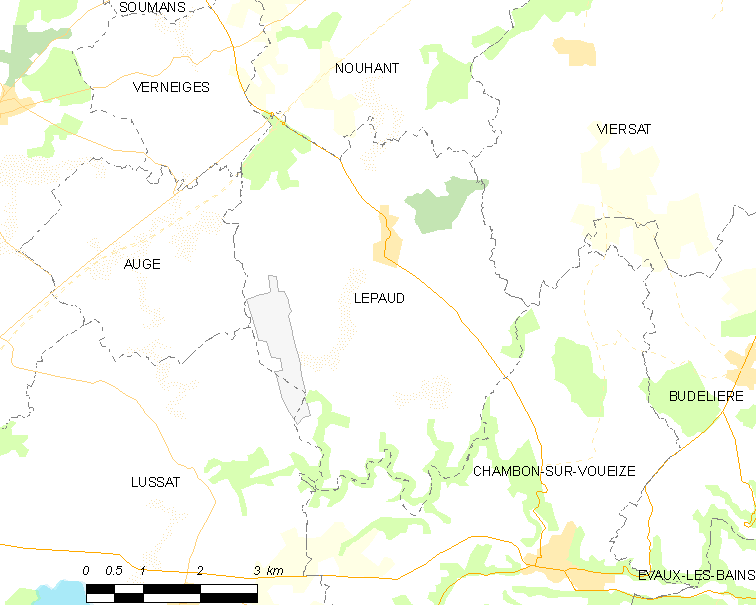
莱波的OSM定位图

莱波的时区为UTC+01:00、UTC+02:00（夏令时）。

## 行政
莱波的邮政编码为23170，INSEE市镇编码为23106。

## 政治
莱波所属的省级选区为埃沃莱班县。

## 人口

1962-2008年间莱波人口变化图示

莱波于2022年1月1日时的人口数量为371人。